# Alminhas do Cais

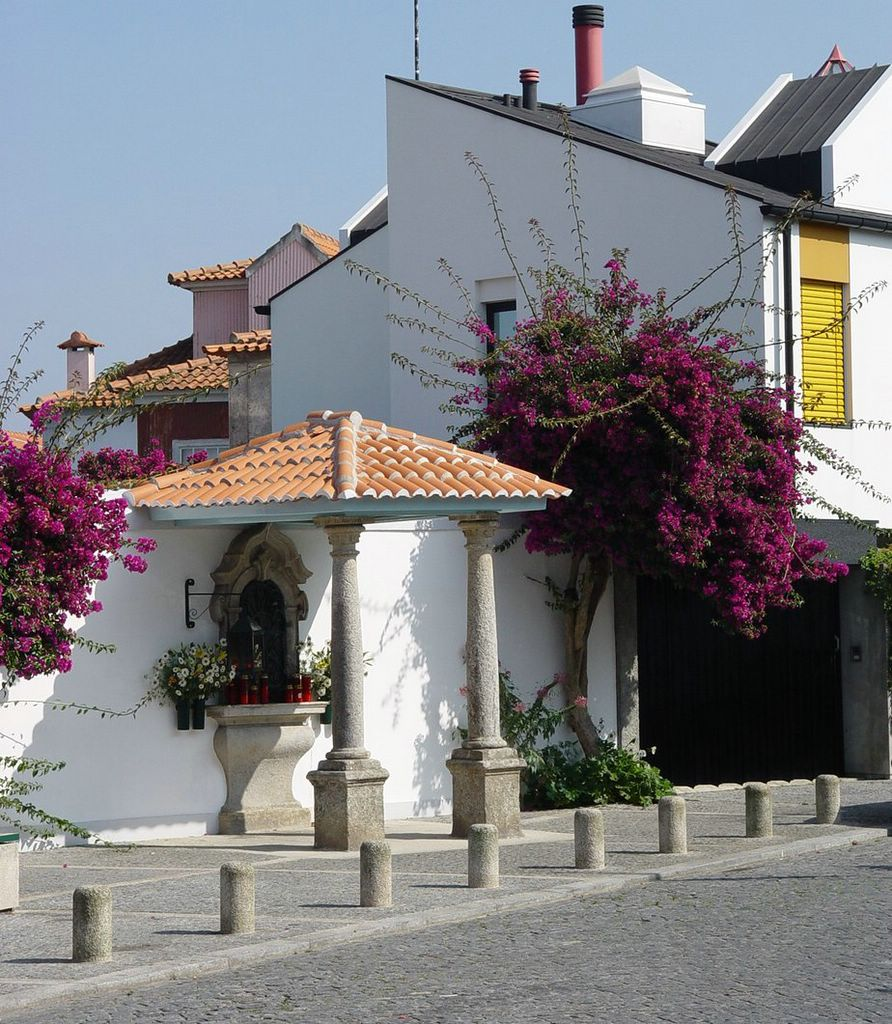
Alminha do Cais em Fão

Construídas no século XVIII, encontram-se no largo em frente ao quartel dos Bombeiros Voluntários de Fão e na berma de uma das antigas passagens do Rio Cávado (Cais das Alminhas). 
Segundo a tradição, estas alminhas recordam a morte de um conjunto de pessoas que, numa diligência, tentaram atravessar o rio a vau numa altura de forte correnteza. Salvou-se unicamente o cocheiro e o respectivo ajudante.

## Descrição
Lenda ou realidade, as alminhas em questão são um belo conjunto arquitectónico. São constituídas por alpendre e respectivo nicho.
O alpendre, coberto a telha e revestido internamente de madeira, é sustentado por duas colunas cilíndricas assentes em plintos rectangulares que rematam em capitéis de tipo dório decorados com motivos vegetais.
O nicho está assente numa base saliente e moldurada e remata em arco redondo decorado com chave em motivo floral. Sobre ele, um outro arco contracurvado, a engalanar o conjunto.
O retábulo ainda e em madeira pintada, ressaltando Cristo Crucificado, Nossa Senhora e Santo António. Mais abaixo, em painel separado, estão esculpidas, em relevo, as Alminhas do Purgatório, entre labaredas de fogo.